# Petit lac Saint-François (Saint-François-Xavier-de-Brompton)
Pour les articles homonymes, voir Saint-François.
Ne doit pas être confondu avec Petit lac Saint-François (Ashberham).
Le Petit lac Saint-François ou lac Tomcod est un lac de la municipalité de Saint-François-Xavier-de-Brompton, dans la municipalité régionale de comté (MRC) de Le Val-Saint-François, dans la région administrative de l'Estrie, au Québec, au Canada.

## Géographie
Ce lac borde le côté Est du village de Saint-François-Xavier-de-Brompton. Il est situé au sud de la route 249 et à l'ouest de l'autoroute 55.

## Toponymie
Le toponyme "Petit lac Saint-François" a été officialisé le 5 décembre 1968 à la Commission de toponymie du Québec.